# Mẫu hình Do dự
Do dự (Doji) là tên một mẫu hình thường được tìm thấy trong biểu đồ nến của các tài sản được giao dịch tài chính (cổ phiếu, trái phiếu, tương lai, vv) dùng trong phân tích kỹ thuật. Nó được đặc trưng bởi việc có một phạm vi giao dịch nhỏ theo ý nghĩa độ dài phần thân nến - với giá mở cửa và giá đóng cửa hầu như bằng nhau.
Do dự thường được thấy tại đáy và đỉnh của một xu hướng, do đó được xem là dấu hiệu đảo chiều, tuy nhiên cũng được thấy trong các mẫu hình tiếp tục.
Mẫu hình Do dự đại diện cho sự không quyết đoán trên thị trường. Một Do dự là không đáng kể nếu như thị trường là không có xu hướng rõ ràng, do thị trường không xu hướng vốn hữu là không quyết đoán. Nếu Do dự hình thành trong một xu hướng tăng hay giảm, điều này thường được coi là quan trọng, vì nó là một dấu hiệu cho thấy người mua đang mất niềm tin khi Do dự được hình thành trong một xu hướng giá tăng và ngược lại, nó là một tín hiệu cho thấy người bán đang mất niềm tin nếu nhìn thấy Do dự trong một xu hướng giá giảm.

## Các loại Do dự
- Trung lập:[2] Do dự hình thành khi giá mở cửa và giá đóng cửa hầu như bằng nhau trong khi bóng trên và bóng dưới ngắn và có độ dài gần như nhau. Do dự này là mẫu hình trung tính.
- Chân dài:[3] Do dự chân dài này phản ánh sự không quyết đoán về giá cả lớn trong hướng đi tương lai của tài sản cơ sở.
- Bia mộ:[4] Bóng trên dài cho thấy định hướng của xu hướng này có thể đang gần một bước ngoặt lớn. Nó được hình thành khi giá mở cửa và giá đóng cửa của tài sản cơ sở là bằng nhau và ở mức giá thấp nhất của phiên giao dịch.
- Chuồn chuồn:[5] Thường thấy dưới đáy xu hướng xuống. Bóng dưới dài cho thấy định hướng của xu hướng này có thể đang gần một bước ngoặt lớn. Nó được hình thành khi giá mở cửa và giá đóng cửa của tài sản cơ sở là bằng nhau và ở mức giá cao nhất của phiên giao dịch.

Một Do dự là một chỉ báo đảo chiều xu hướng quan trọng. Điều này đặc biệt đúng khi có một khối lượng giao dịch cao theo sau một di chuyển mở rộng theo một trong hai hướng. Khi một thị trường đang trong xu hướng giá tăng và giao dịch tới một mức giá cao nhất cao hơn so với mức giá cao nhất của ba phiên giao dịch trước đó, thất bại trong việc giữ mức giá cao đó, và đóng cửa ở mức giá thấp hơn 10% trong phạm vi giá giao dịch của phiên đó, có một xác suất cao của một xu hướng giá giảm trong các phiên giao dịch tiếp theo. Tương tự như vậy, khi thị trường đã và đang trong xu hướng giảm và giao dịch xuống mức giá thấp nhất mới là thấp hơn so với mức giá thấp nhất của ba phiên giao dịch trước đó, thất bại trong việc giữ mức giá thấp này, và đóng cửa ở phía trên 10% phạm vi giá giao dịch của phiên đó, có một xác suất cao của xu hướng giá tăng trong những phiên tiếp theo.